# Su Dreiundvierzig
Su Dreiundvierzig bzw. Su Sishisan (蘇四十三 / 苏四十三; * 1729; † 1781) war ein muslimischer Geistlicher aus Xunhua in Qinghai. 1781 führte er einen muslimischen Aufstand in Lanzhou gegen die Qing-Regierung an, der auch als Salaren-Aufstand bekannt ist.
Über die Ereignisse in Lanzhou wird in dem kaiserlichen Militärgeschichtswerk Qinding Lanzhou jilüe berichtet.